# Qualificazioni alla Coppa del Mondo di rugby 1999 - Asia
Le qualificazioni asiatiche alla Coppa del Mondo di rugby 1999 si tennero tra il 1997 e il 1998 su tre turni e, nella sua fase finale, coincisero con la disputa del campionato asiatico di rugby 1998.
I primi due turni servirono a designare la quarta squadra ammessa al campionato, essendovi Corea del Sud, Giappone e Hong Kong già ammesse; dal primo turno emerse lo Sri Lanka su Thailandia e Singapore, che si affrontarono in un girone all'italiana di sola andata; dal secondo turno, cui lo Sri Lanka si qualificò e che prevedeva anche Malaysia e Taiwan, fu quest'ultimo a primeggiare e a guadagnare l'accesso al girone per il titolo asiatico; le altre cinque squadre più l'esordiente assoluta India disputarono invece la seconda divisione del torneo continentale.
Il torneo di prima divisione fu vinto dal Giappone, campione d'Asia 1998, e il secondo posto fu della Corea del Sud, la quale fu destinata ai ripescaggi interzona.

## Primo turno
| Data      | Incontro               | Risultato | Sede         |
| --------- | ---------------------- | --------- | ------------ |
| 1-2-1997  | Singapore ― Thailandia | 11-16     | Singapore    |
| 15-2-1997 | Thailandia ― Sri Lanka | 15-20     | Bangkok      |
| 30-3-1997 | Singapore ― Sri Lanka  | 15-18     | Kuala Lumpur |

|  | Classifica 1º turno | G | V | N | P | P+ | P- | diff. | PT |
|  | ------------------- | - | - | - | - | -- | -- | ----- | -- |
|  | Sri Lanka           | 2 | 2 | 0 | 0 | 38 | 30 | +8    | 4  |
|  | Thailandia          | 2 | 1 | 0 | 1 | 31 | 31 | 0     | 2  |
|  | Singapore           | 2 | 0 | 0 | 2 | 26 | 34 | -8    | 0  |

### Esito del primo turno
- Sri Lanka qualificata al secondo turno

## Secondo turno
| Data       | Incontro             | Risultato | Sede         |
| ---------- | -------------------- | --------- | ------------ |
| 29-11-1997 | Malaysia ― Sri Lanka | 15-37     | Kuala Lumpur |
| 20-12-1997 | Taiwan ― Malaysia    | 51-13     | Taipei       |
| 17-1-1998  | Sri Lanka ― Taiwan   | 27-31     | Bangkok      |

|  | Classifica 2º turno | G | V | N | P | P+ | P- | diff. | PT |
|  | ------------------- | - | - | - | - | -- | -- | ----- | -- |
|  | Taiwan              | 2 | 2 | 0 | 0 | 82 | 40 | +42   | 4  |
|  | Sri Lanka           | 2 | 1 | 0 | 1 | 64 | 46 | +18   | 2  |
|  | Malaysia            | 2 | 0 | 0 | 2 | 28 | 88 | -60   | 0  |

### Esito del secondo turno
- Taiwan: qualificato alla Divisione 1 del campionato asiatico 1998

## Girone finale

### Classifica del campionato asiatico 1998
|  | Squadra       | G | V | N | P | P+  | P-  | diff. | PT |
|  | ------------- | - | - | - | - | --- | --- | ----- | -- |
|  | Giappone      | 3 | 3 | 0 | 0 | 221 | 25  | 196   | 6  |
|  | Corea del Sud | 3 | 1 | 0 | 2 | 104 | 81  | 23    | 2  |
|  | Hong Kong     | 3 | 1 | 0 | 2 | 39  | 88  | -49   | 2  |
|  | Taiwan        | 3 | 1 | 0 | 2 | 57  | 227 | -170  | 2  |

### Esito del girone finale
- Giappone: qualificata alla Coppa del Mondo
- Corea del Sud: ai ripescaggi interzona